# Neutronenleiter
Neutronenleiter sind evakuierte Glasrohre mit meist rechteckigem Querschnitt (z. B. 2 cm × 10 cm), die in der Lage sind, niederenergetische Neutronen über längere Strecken (einige 10 m) aus einer Neutronenquelle hinaus mit geringem Intensitätsverlust zu leiten. Sie werden meist in Forschungszentren verwendet, in denen möglichst viele Experimentieranordnungen um eine aufwändige Neutronenquelle herum (thermischer Reaktor oder Spallationsquelle) angeordnet werden müssen, z. B. am Institut Laue-Langevin in Grenoble, am FRM II in München und am Forschungsreaktor des Helmholtz-Zentrums Berlin, dem BER II.
Das Funktionsprinzip des Neutronenleiters beruht darauf, dass Neutronen auch als Materiewelle beschrieben werden können. Eine solche Welle erfährt beim Durchgang durch Materie Brechung, wie das von sichtbarem Licht in Wasser oder Glas bekannt ist. Fällt die Strahlung unter sehr flachem Winkel auf die Oberfläche, so kann Totalreflexion auftreten, ähnlich wie bei Licht auf der Innenseite einer Glasscheibe. Bei Neutronen ist dieser Effekt sehr schwach, d. h. der Brechungsindex ist nur sehr wenig von dem im Vakuum verschieden, und es werden nur Neutronen mit einer sehr großen Wellenlänge der Materiewelle (d. h. niederenergetische, „kalte“ Neutronen) bei sehr kleinem Einfallswinkel reflektiert.
Der Reflexionskoeffizient des Neutronenleiters wird deshalb meist durch Beschichtung der Glasoberflächen mit einem speziellen Nickel-Isotop (58Ni) vergrößert. Ein Spiegel, dessen Reflexionskoeffizient gleich dem bei einer einfachen Beschichtung aus natürlichem Nickel ist, wird als m=1-Spiegel bezeichnet. Noch größere Reflexionskoeffizienten kann man mit Neutronensuperspiegeln erreichen. Sie werden in Anlehnung an die Normierung m=1 für Nickel entsprechend mit m=2, m=2,78 usw. bezeichnet.